# Loire 70
Le Loire 70 est un avion militaire de l'entre-deux-guerres réalisé en France par Loire Aviation.